# Tsukioka Yoshitoshi
Tsukioka Yoshitoshi (月岡 芳年 (Nguyệt Cương Phương Niên)), hay còn có tên Taiso Yoshitoshi (大蘇 芳年 (Đại Tố Phương Niên)) là một nghệ sĩ Nhật Bản.
Ông được công nhận rộng rãi là bậc thầy vĩ đại cuối cùng của thể loại tranh in mộc bản (woodblock printing) ở ukiyo-e. Ông cũng được coi là một trong những nhà đổi mới vĩ đại nhất của thể loại này. Sự nghiệp của ông kéo dài qua hai thời đại - từ những năm cuối cùng của thời kỳ Edo Nhật Bản đến những năm đầu của Nhật Bản hiện đại sau thời Minh Trị Duy Tân. Giống như nhiều người Nhật Bản, Yoshitoshi yêu thích những điều mới mẻ tới từ phần còn lại của thế giới, nhưng theo thời gian, ông dần để tâm đến việc văn hóa truyền thống Nhật Bản đang ngày càng mai một đi, trong số đó có cả in mộc bản truyền thống.
Đến cuối sự nghiệp, Yoshitoshi đã ở trong một cuộc đấu tranh đơn độc chống lại thời gian và công nghệ. Khi mà ông vẫn hành nghề theo cách cũ, Nhật Bản lúc này đã áp dụng hàng loạt các phương pháp, kỹ thuật của phương Tây như nhiếp ảnh và in thạch bản. Tuy nhiên, khi mà Nhật Bản đang quay lưng với quá khứ của chính mình, ông lại tự xoay xở để đẩy bản in mộc bản truyền thống lên một tầm cao mới, trước khi nó thực sự chết cùng ông.
Cuộc đời ông có lẽ đã được tóm tắt tốt nhất bởi John Stevenson (người nhà văn nghệ thuật Nước Anh):
Sự can đảm, tầm nhìn và sức mạnh của nhân vật Yoshitoshi đã mang đến cho ukiyo-e một thế hệ sống khác, và thắp sáng nó bằng một vinh quang cuối cùng.— John Stevenson, Một trăm khía cạnh của mặt trăng của Yoshitoshi, năm 1992

Danh tiếng của ông chỉ tiếp tục phát triển cả ở phương Tây, và trong giới trẻ Nhật Bản. Ngày nay ông gần như được công nhận là nghệ sĩ Nhật Bản vĩ đại nhất trong thời đại của mình.

## Tiểu sử: Những năm đầu

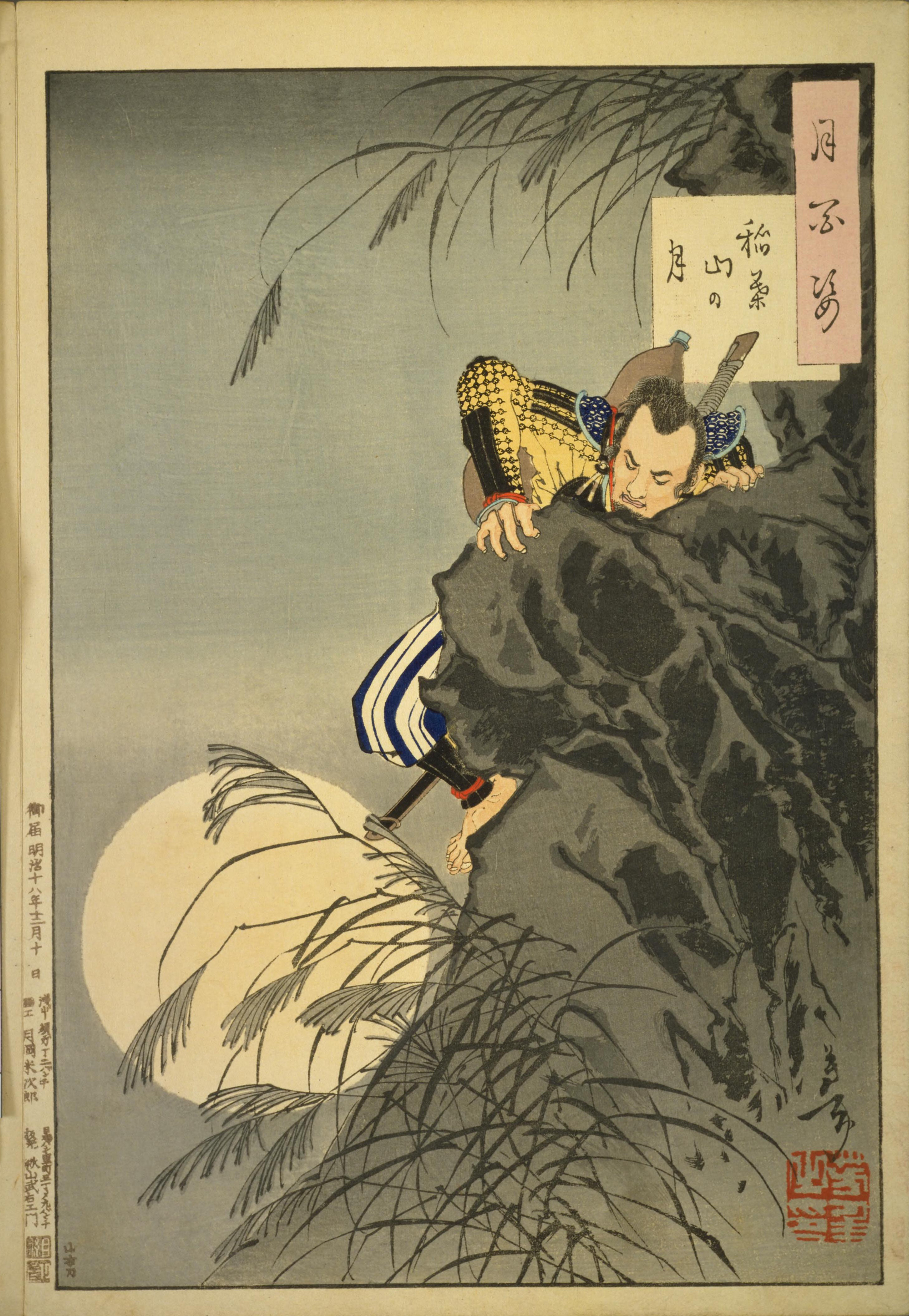
100 khía cạnh của Mặt trăng tấm thứ 7, "Mặt trăng trên núi Inaba" Toyotomi Hideyoshi trẻ tuổi dẫn đầu một nhóm nhỏ tấn công lâu đài trên núi Inaba (1885).

Yoshitoshi sinh ra ở quận Shimbashi của Edo cũ, vào năm 1839. Tên ban đầu của ông là Owariya Yonejiro. Cha anh là một thương nhân giàu có, người đã mua con đường của mình vào vị thế samurai. Năm ba tuổi, Yoshitoshi rời khỏi nhà để sống với chú của mình, một dược sĩ không có con trai, người rất yêu quý cháu trai của mình. Năm lên 5 tuổi, anh bắt đầu hứng thú với nghệ thuật và bắt đầu học bài học từ người chú của mình. Vào năm 1850, khi anh 11 tuổi, Yoshitoshi đã được học nghề tại Kuniyoshi, một trong những bậc thầy vĩ đại của ngành in mộc bản Nhật Bản. Kuniyoshi đã cho người học việc của mình tên nghệ sĩ mới "Yoshitoshi", biểu thị dòng dõi trong trường Utagawa. Mặc dù anh không được coi là người kế vị của Kuniyoshi trong suốt cuộc đời mình, nhưng giờ anh được công nhận là học trò quan trọng nhất của Kuniyoshi.

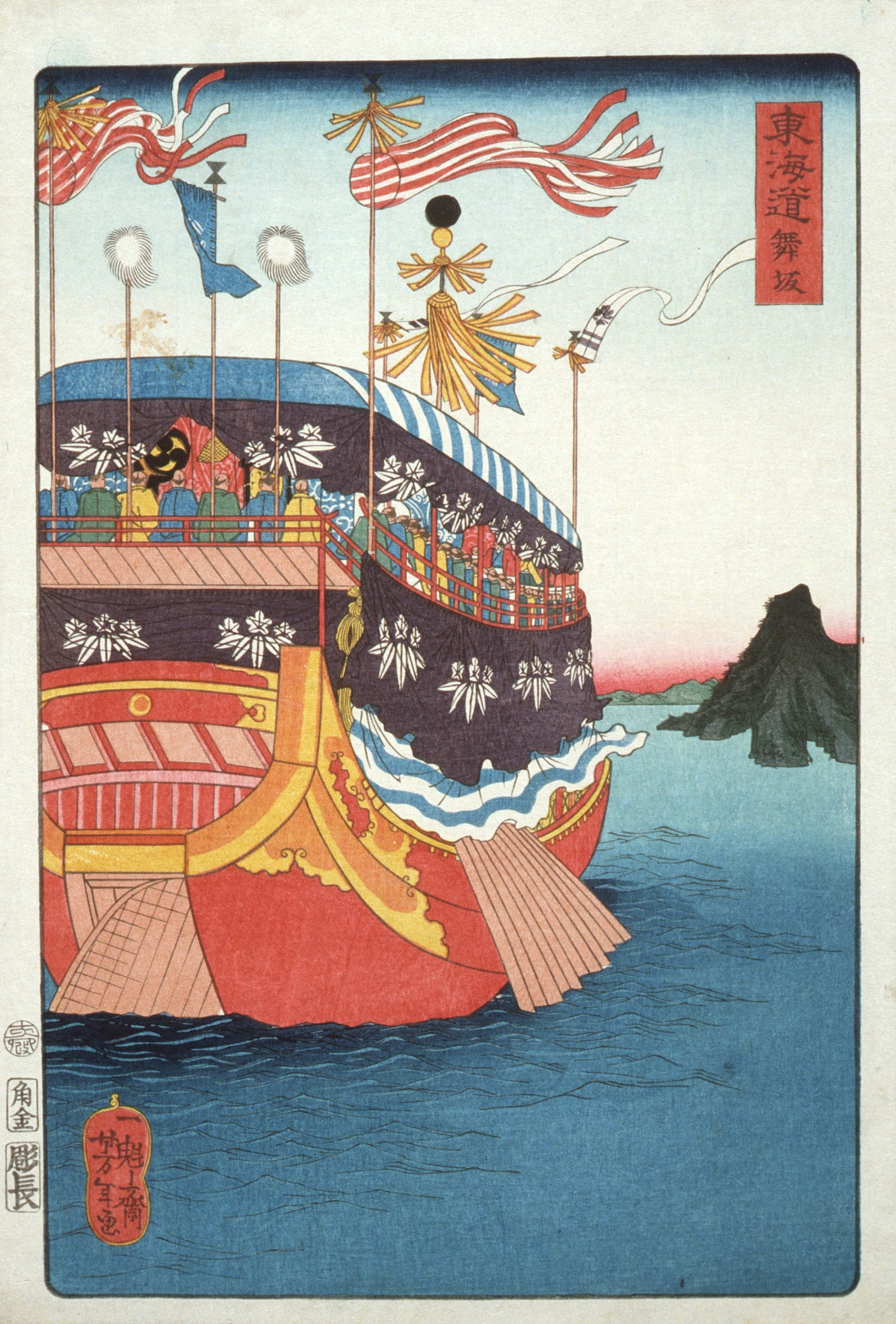
Tokaido Meisho no Uchi, "Maisaka", thiết kế cảnh biển Yoshitoshi sớm từ một loạt hợp tác (1863).

Trong quá trình đào tạo của mình, Yoshitoshi tập trung vào việc hoàn thiện các kỹ năng phác thảo của mình và sao chép các bản phác thảo của người cố vấn của mình. Kuniyoshi nhấn mạnh việc vẽ từ đời thực, điều không bình thường trong đào tạo của Nhật Bản vì mục tiêu của nghệ sĩ là nhằm nắm bắt vấn đề chứ không phải là giải thích theo nghĩa đen của nó. Yoshitoshi cũng học được các yếu tố của kỹ thuật vẽ và phối cảnh phương tây thông qua việc nghiên cứu bộ sưu tập các bản in và khắc của nước ngoài Kuniyoshi.
Bản in đầu tiên của Yoshitoshi xuất hiện vào năm 1853, nhưng không có gì khác xuất hiện trong nhiều năm, có lẽ là kết quả của căn bệnh Kuniyoshi của ông chủ trong những năm cuối đời. Mặc dù cuộc sống của anh ta rất khó khăn sau cái chết của Kuniyoshi vào năm 1861, anh ta đã tạo ra một số tác phẩm, 44 bản in của anh ta được biết đến từ năm 1862. Trong hai năm tiếp theo, anh ta đã có sáu mươi ba thiết kế của mình, chủ yếu là các bản in kabuki, được xuất bản. Ông cũng đóng góp các thiết kế cho loạt Tokaido năm 1863 của các nghệ sĩ trường Utagawa được tổ chức dưới sự bảo trợ của Kunisada.

## Những năm sau: nhật thực của ukiyo-e
Những năm cuối đời của ông là một trong những sản phẩm hiệu quả nhất, với loạt tác phẩm tuyệt vời của ông là Một trăm khía cạnh của mặt trăng (năm 1885–1892) và Hình thức mới của ba mươi sáu ma (năm 1889–1892)

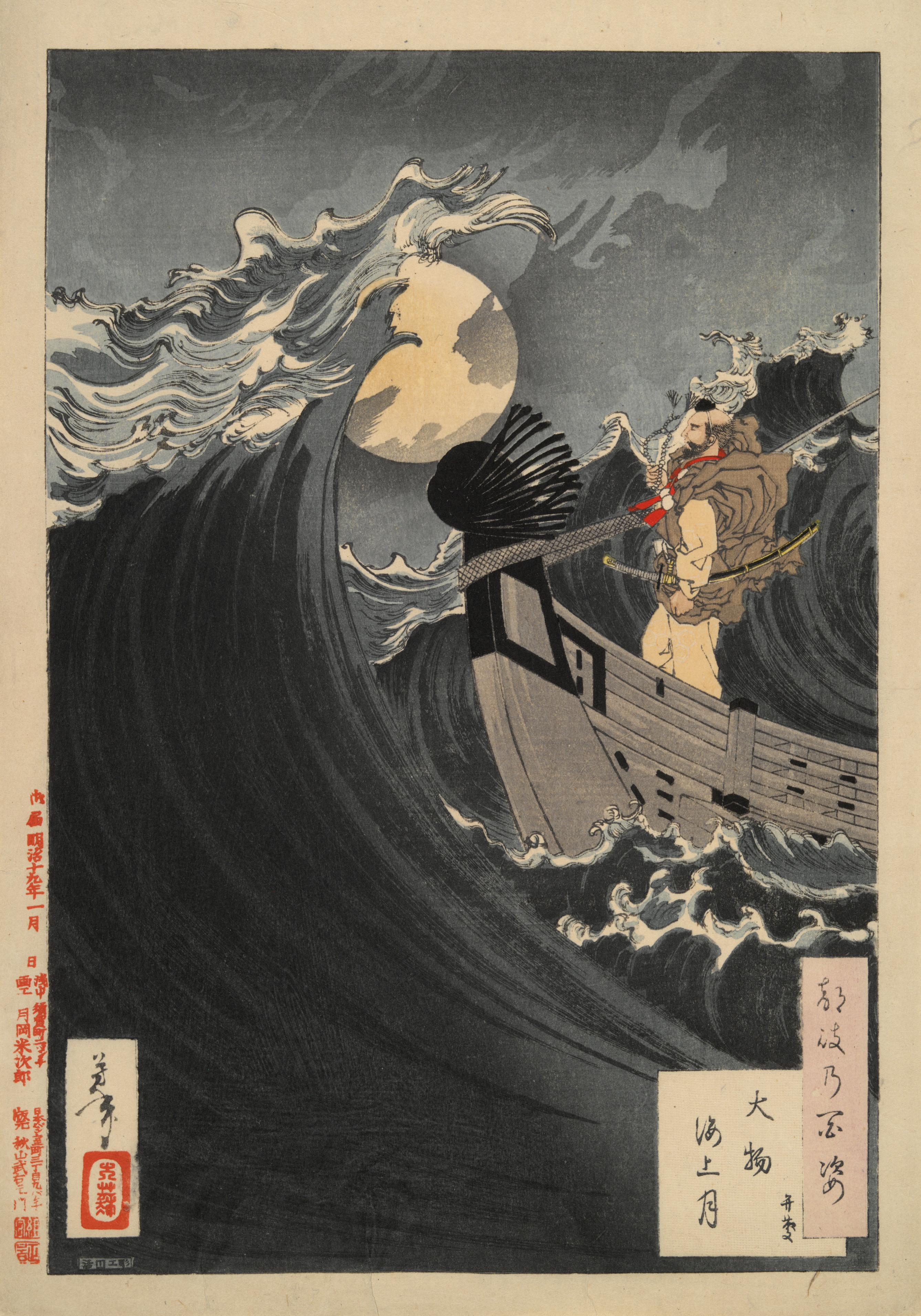
Từ Tsuki hyakushi của Yoshitoshi ("Một trăm khía cạnh của mặt trăng")

Trong thời gian này, anh cũng hợp tác với bạn của mình, nam diễn viên Ichikawa Danjūrō, và những người khác, trong nỗ lực bảo tồn một số nghệ thuật truyền thống của Nhật Bản.
Trong những năm cuối đời, vấn đề tinh thần của anh bắt đầu tái phát. Đầu năm 1891, ông đã mời bạn bè đến một nhóm các nghệ sĩ không thực sự tồn tại, nhưng hóa ra lại là một ảo tưởng. Tình trạng thể chất của anh ta cũng xấu đi, và sự bất hạnh của anh ta đã tăng lên khi tất cả tiền của anh ta bị đánh cắp trong một vụ cướp nhà của anh ta. Sau nhiều triệu chứng, anh được đưa vào bệnh viện tâm thần. Cuối cùng, ông rời đi, vào tháng 5 năm 1892, nhưng không trở về nhà, thay vào đó là thuê phòng.
Ông đã chết ba tuần sau đó trong một căn phòng thuê, vào ngày 9 tháng 6 năm 1892, do xuất huyết não. Ông đã 53 tuổi. Một đài tưởng niệm bằng đá về Yoshitoshi đã được xây dựng trong khu vườn Mukojima Hyakkaen, Tokyo, vào năm 1898.
giữ lại đêm với sự sáng chói ngày càng tăng của nó trăng mùa hè— Tuyệt mệnh thi của Yoshitoshi

## Quan sát hồi cứu

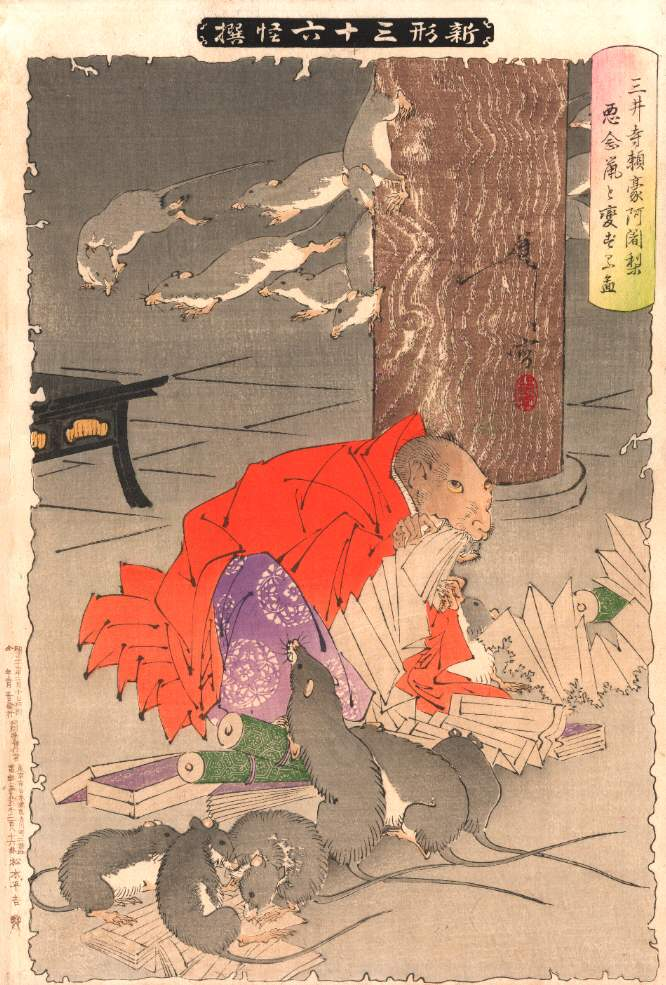
Thiết kế từ bộ của Yoshitoshi Shinkei Sanjurokuten (36 con ma), "Linh mục Raigo của Đền Mii" (1891)

Trong suốt cuộc đời của mình, ông đã sản xuất nhiều loạt bản in và một số lượng lớn bộ ba, nhiều công đức lớn. Hai trong số ba bộ truyện nổi tiếng nhất của ông, Một trăm khía cạnh của Mặt trăng và Ba mươi sáu hồn ma, chứa rất nhiều kiệt tác. Thứ ba, Ba mươi hai khía cạnh của phong tục và tập quán, trong nhiều năm được đánh giá cao nhất trong công việc của ông, nhưng bây giờ không có tình trạng tương tự. Các bộ khác ít phổ biến hơn cũng chứa nhiều bản in đẹp, bao gồm các vị tướng nổi tiếng của Nhật Bản, Bộ sưu tập những ham muốn, Bộ sưu tập hình ảnh thổ cẩm phương Đông mới và Cuộc sống của những người hiện đại.
Trong khi nhu cầu cho các bản in của anh ấy tiếp tục trong một vài năm, cuối cùng quan tâm đến anh ấy suy yếu dần, cả ở Nhật Bản và trên toàn thế giới. Quan điểm kinh điển trong thời kỳ này là thế hệ của Hiroshige thực sự là người cuối cùng trong số các nghệ nhân khắc gỗ vĩ đại, và nhiều nhà sưu tập truyền thống đã dừng lại thậm chí sớm hơn, ở thế hệ của Utamaro và Toyokuni.
Tuy nhiên, bắt đầu từ những năm 1970, sự quan tâm đến anh ta được nối lại và đánh giá lại công việc của anh ta đã cho thấy chất lượng, tính nguyên bản và thiên tài tốt nhất của nó, và mức độ mà anh ta đã thành công trong việc giữ bản in mộc bản cũ của Nhật Bản, trong khi thúc đẩy lĩnh vực này bằng cách kết hợp cả những ý tưởng mới từ phương Tây, cũng như những đổi mới của riêng ông.

## Một trăm khía cạnh của mặt trăng

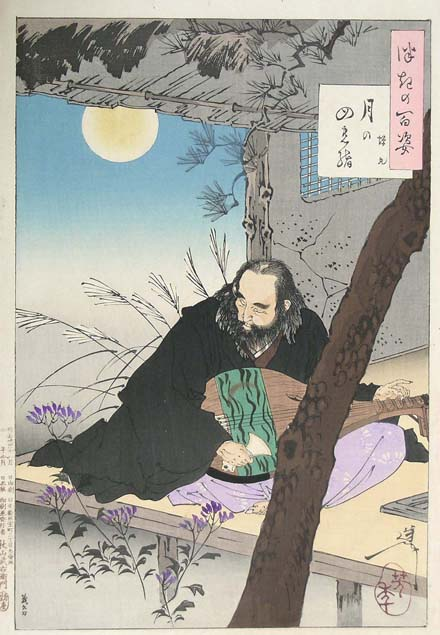
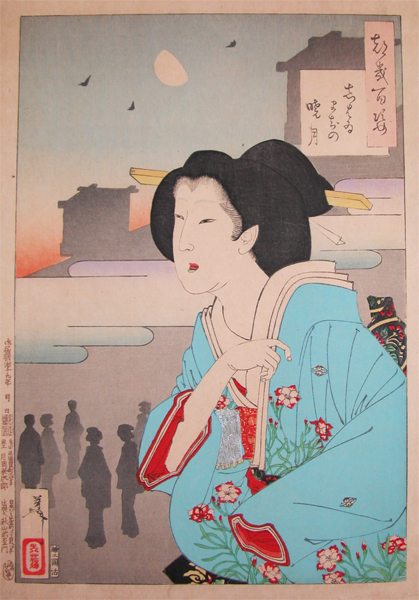
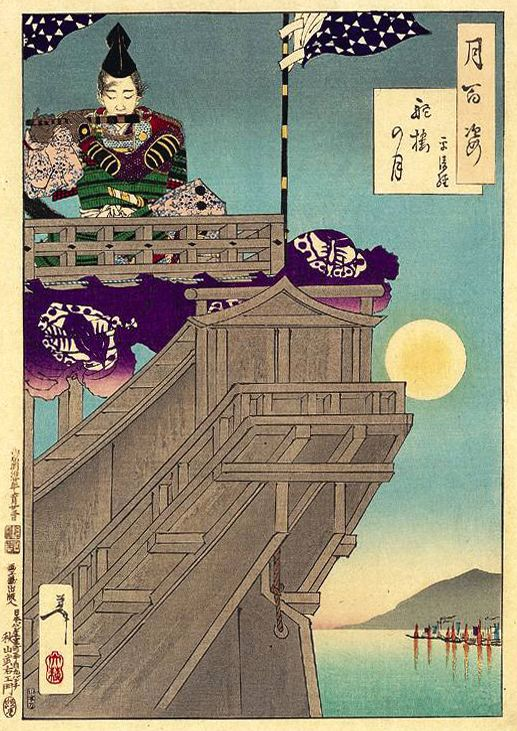
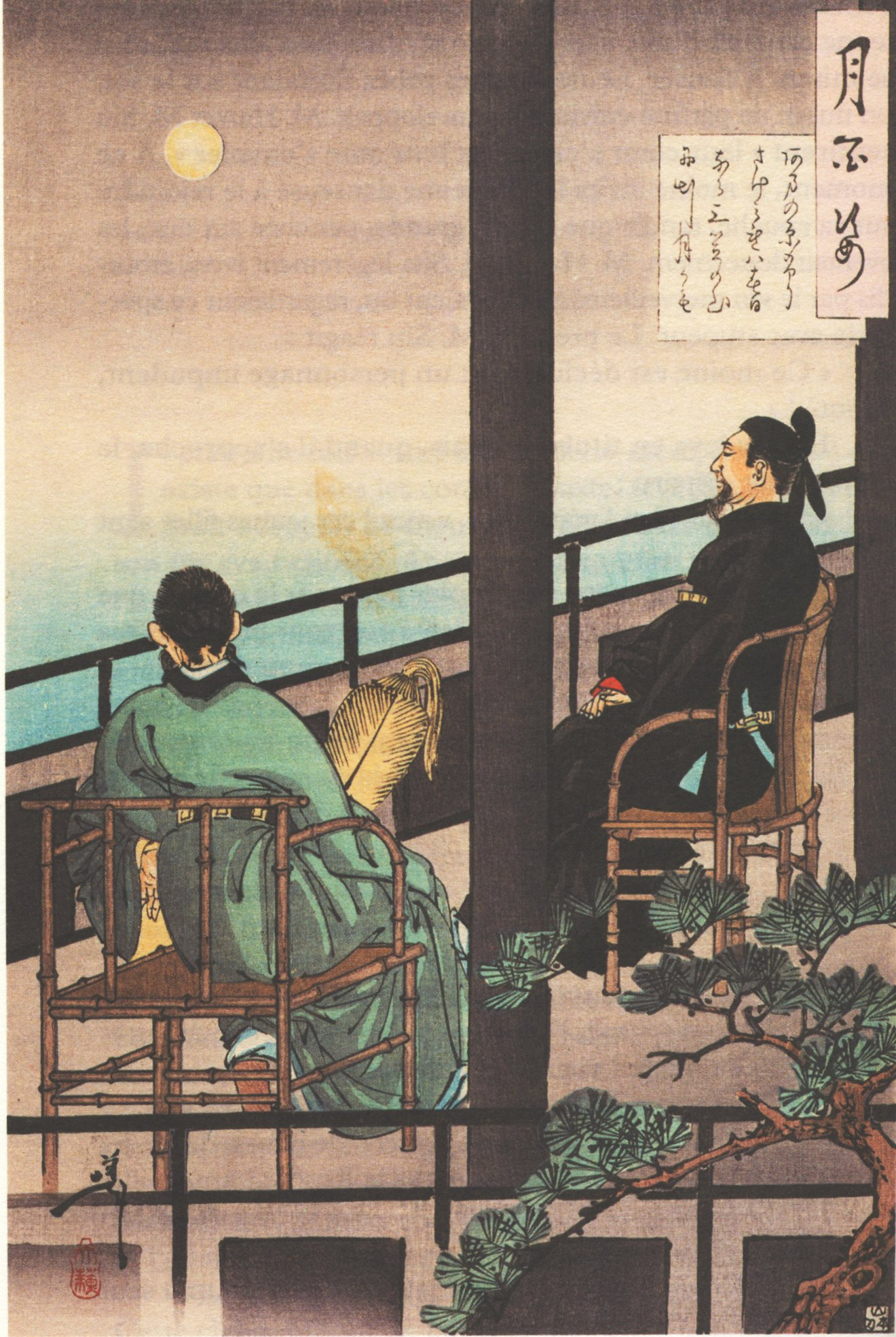
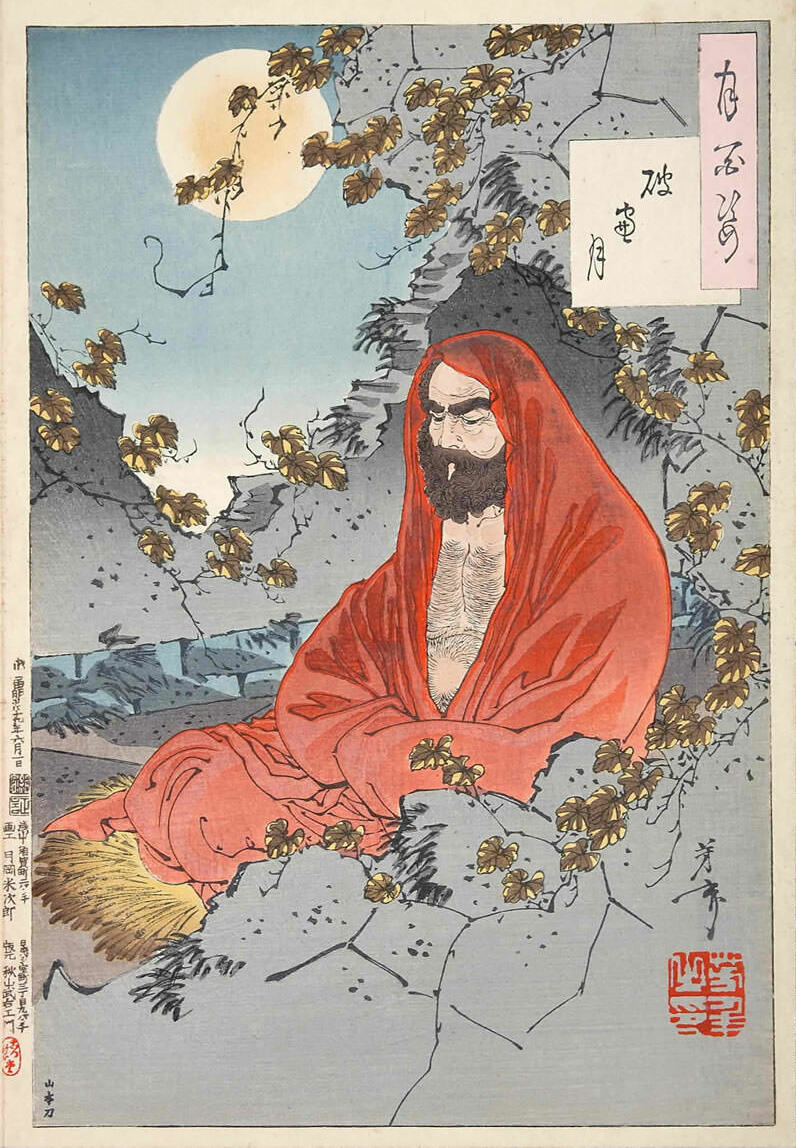
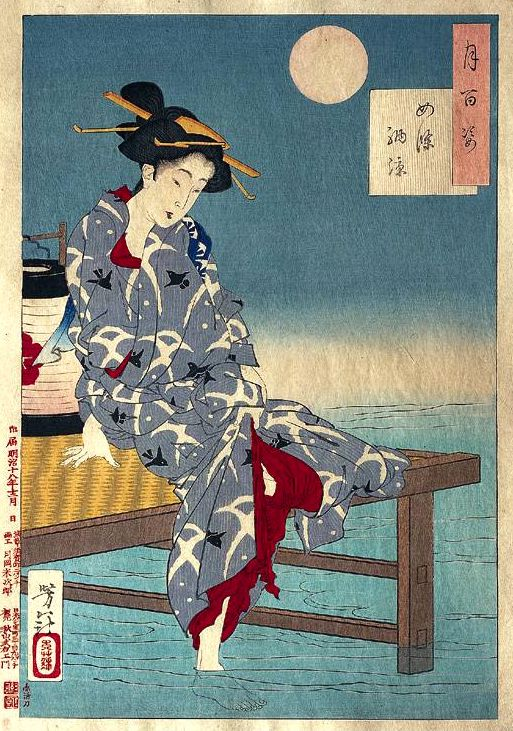
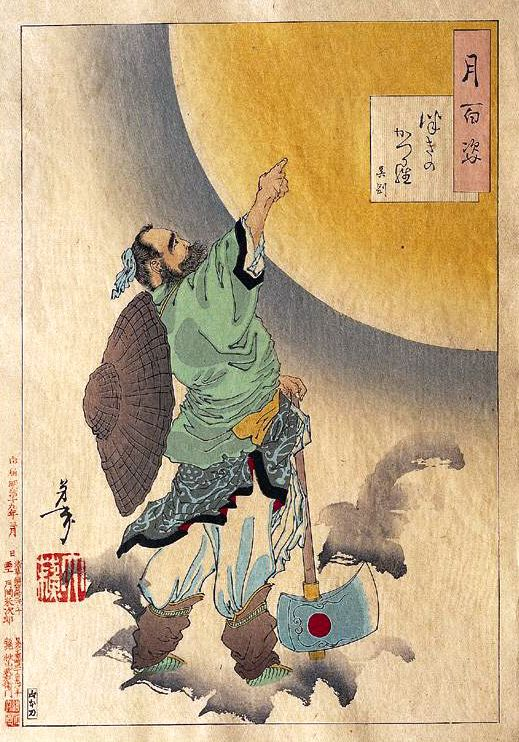
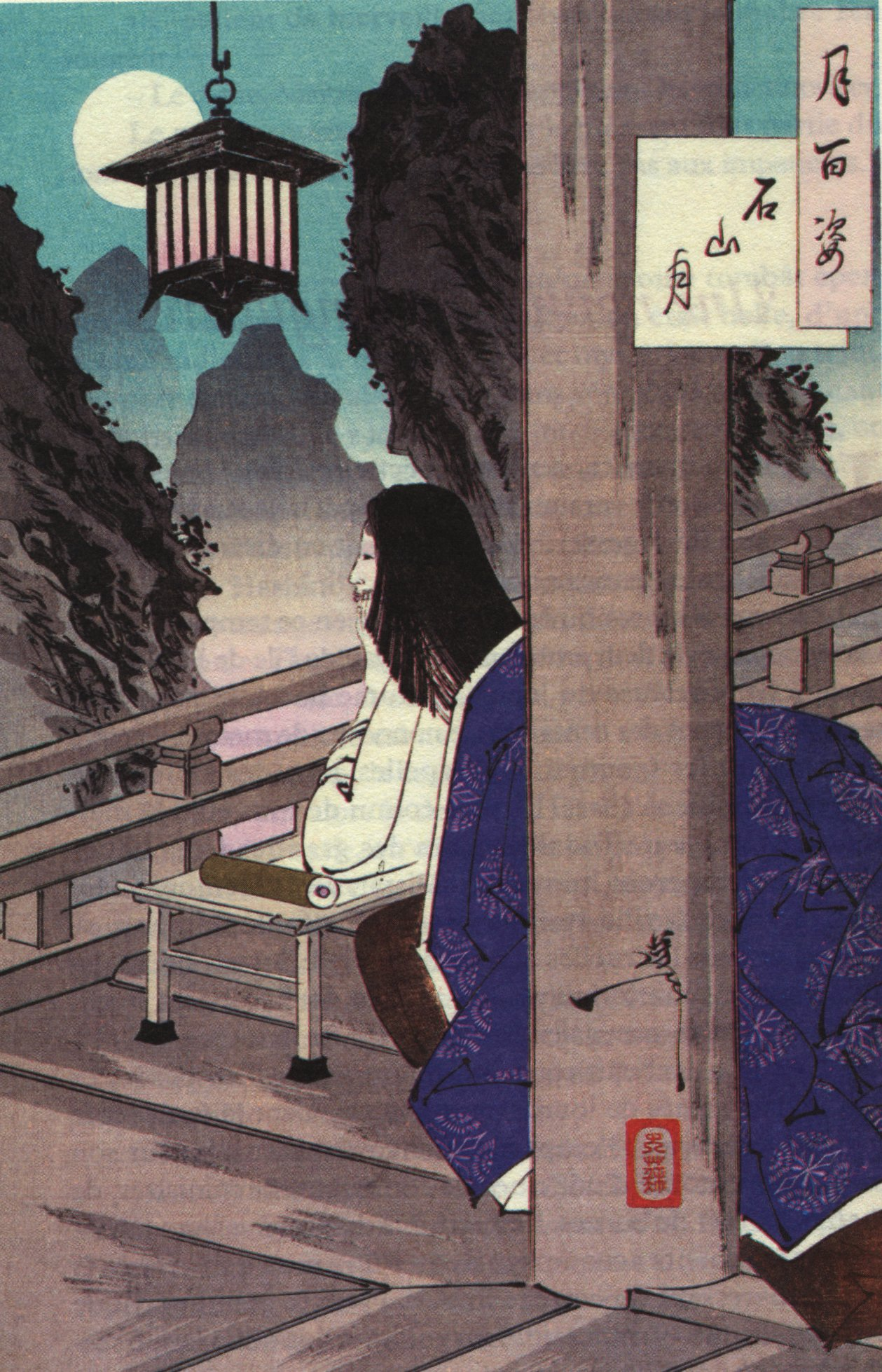
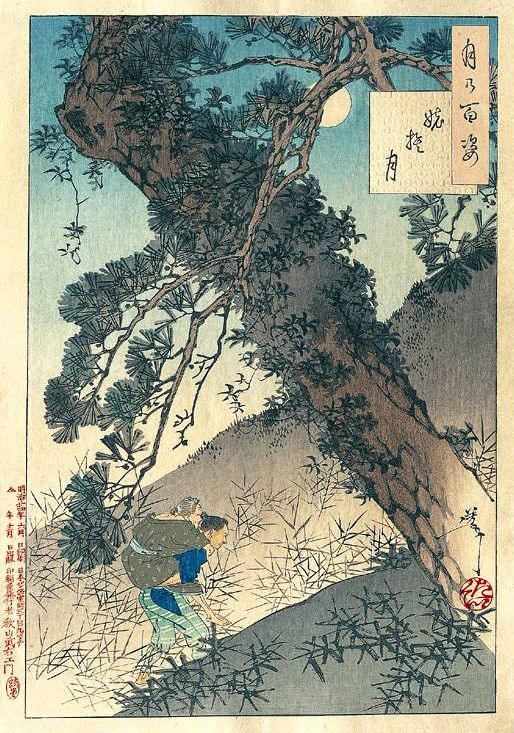
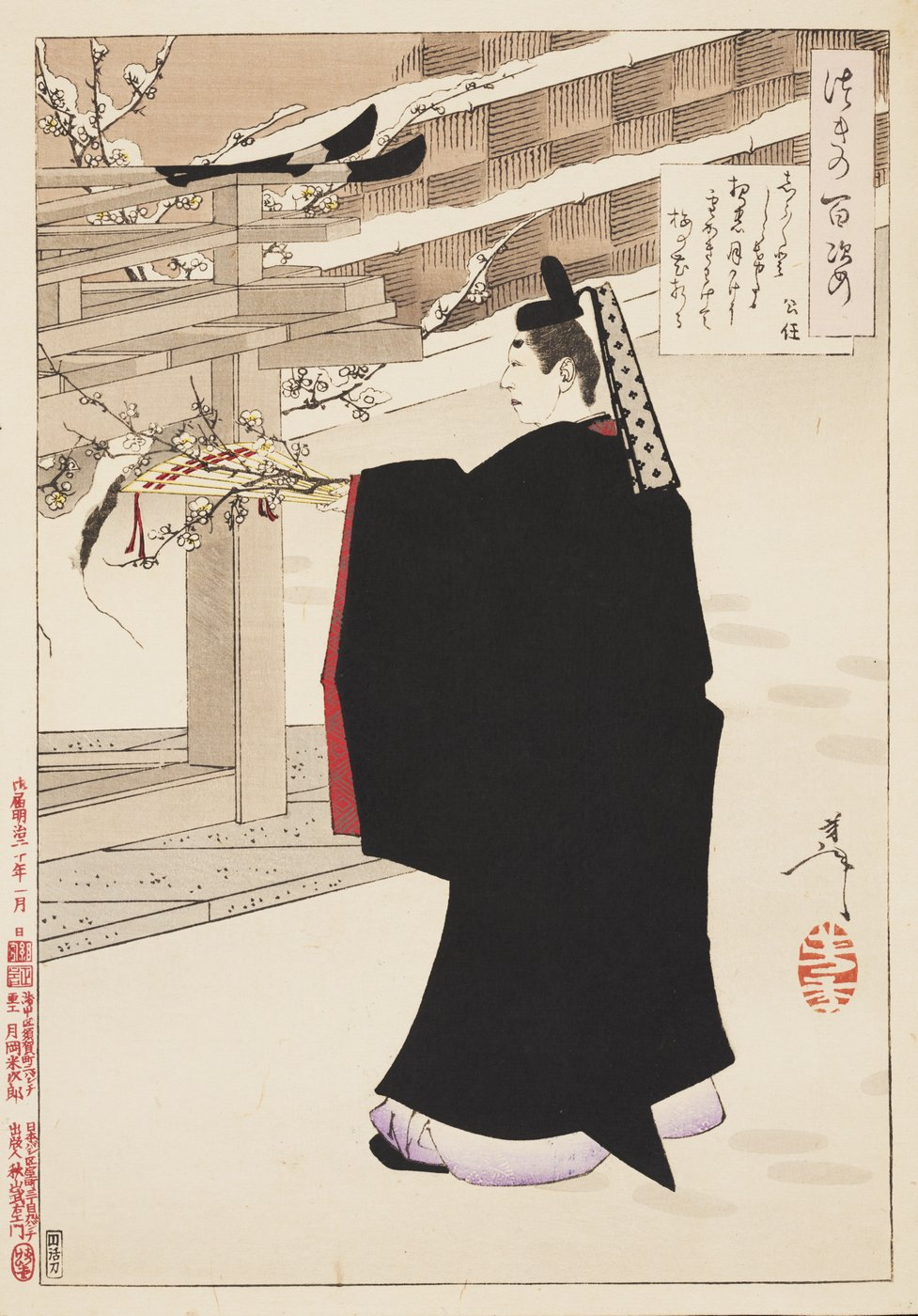

Bộ truyện Một trăm khía cạnh của mặt trăng của Yoshitoshi bao gồm một trăm bản khắc gỗ, được xuất bản trong những năm cuối đời, giữa năm 1885 - 1892. Mặc dù mặt trăng chỉ xuất hiện trong một vài bản in, nhưng nó là một mô típ thống nhất cho toàn bộ loạt phim.

## Gương của những vị tướng nổi tiếng của Nhật Bản

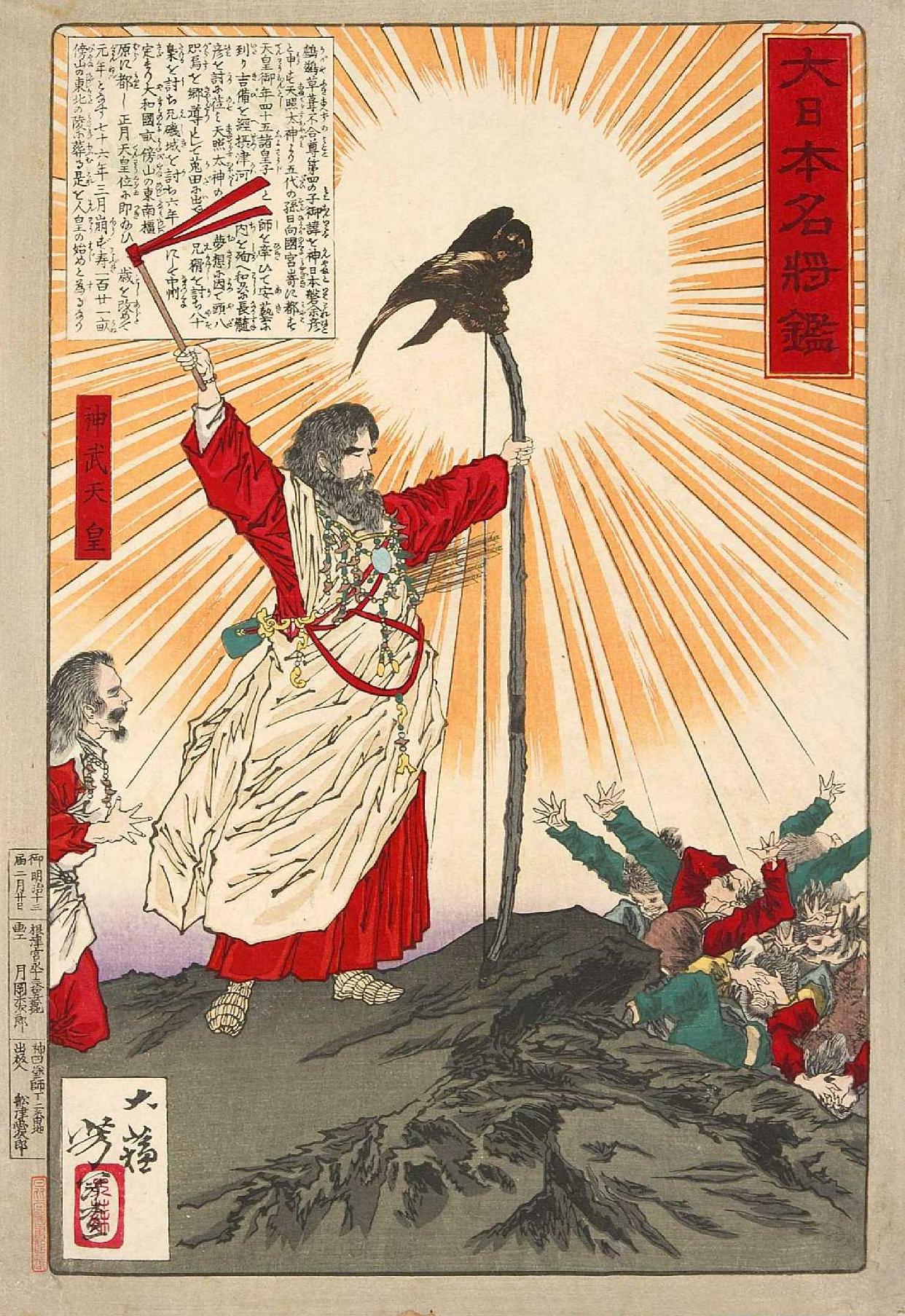
Sự miêu tả của một Hoàng đế râu Jimmu (Jinmu tennō) với cây cung dài biểu tượng của mình và một con quạ ba chân đi kèm.
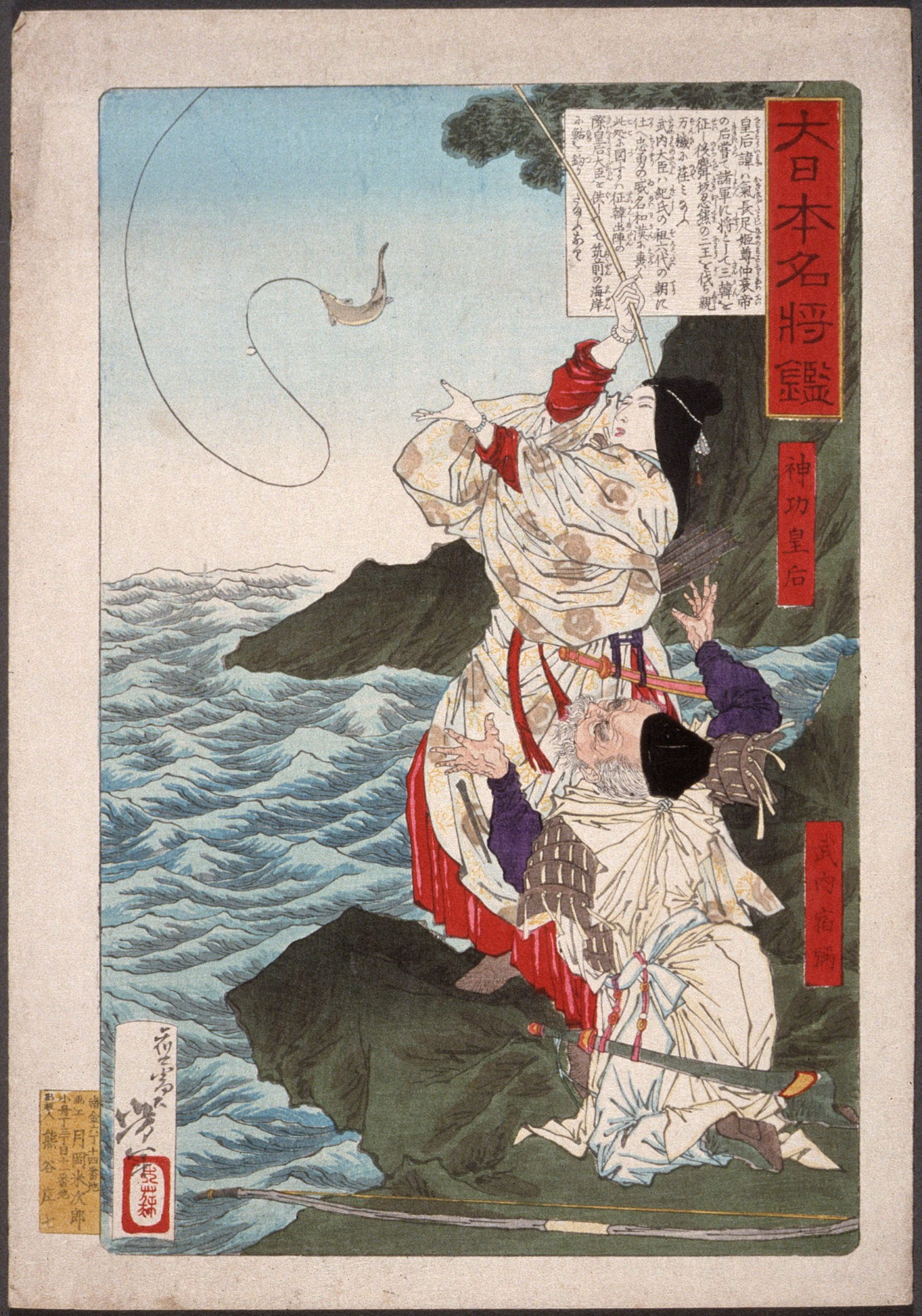
Hoàng hậu Jingu và Takenouchi no Sukune

### Bản in
- Yoshitoshi.net – Danh mục trực tuyến raisonne công việc của mình
- Bản in Ukiyo-e của Tsukioka Yoshitoshi
- 100 góc nhìn của mặt trăng – Tài liệu tham khảo trực tuyến đầy đủ

### Tiểu sử
- Tsukioka Yoshitoshi – Chứa hình ảnh của nhiều bản in của mình
- Tiểu sử của Tsukioka Yoshitoshi, Ukiyo-e.com